# Guarumo (Cáceres)
El Guarumo es un centro poblado colombiano del municipio de Cáceres,perteneciente al departamento de Antioquia. Ubicado en el Bajo Cauca, es atravesado por la Troncal de Occidente. 

## Topónimo
Lleva su nombre en honor a uno de los árboles que más crece en la región, también llamado (Yarumo).

## Historia
Su nacimiento se remonta principalmente en los años (1627) cuando servía de puerto a las antiguas embarcaciones que movían la economía de antaño, a través de intercambio de mercancías en todo el río Cauca, Magdalena y el Nechi. 

## Geografía
Tiene una extensión aproximada de 187,576km, una población entre 3000 a 4000 habitantes en la actualidad. 

## Clima
Su temperatura media anual es de 24 °C .

## División territorial
Además, de su centro poblado. Guarumo tiene bajo su área de influencia 6 veredas: Isla de la Dulzura (conocida también como Isla de la Amargura), Las Malvinas, Riomán, Puerto Santo, El Toro y Guarumo.

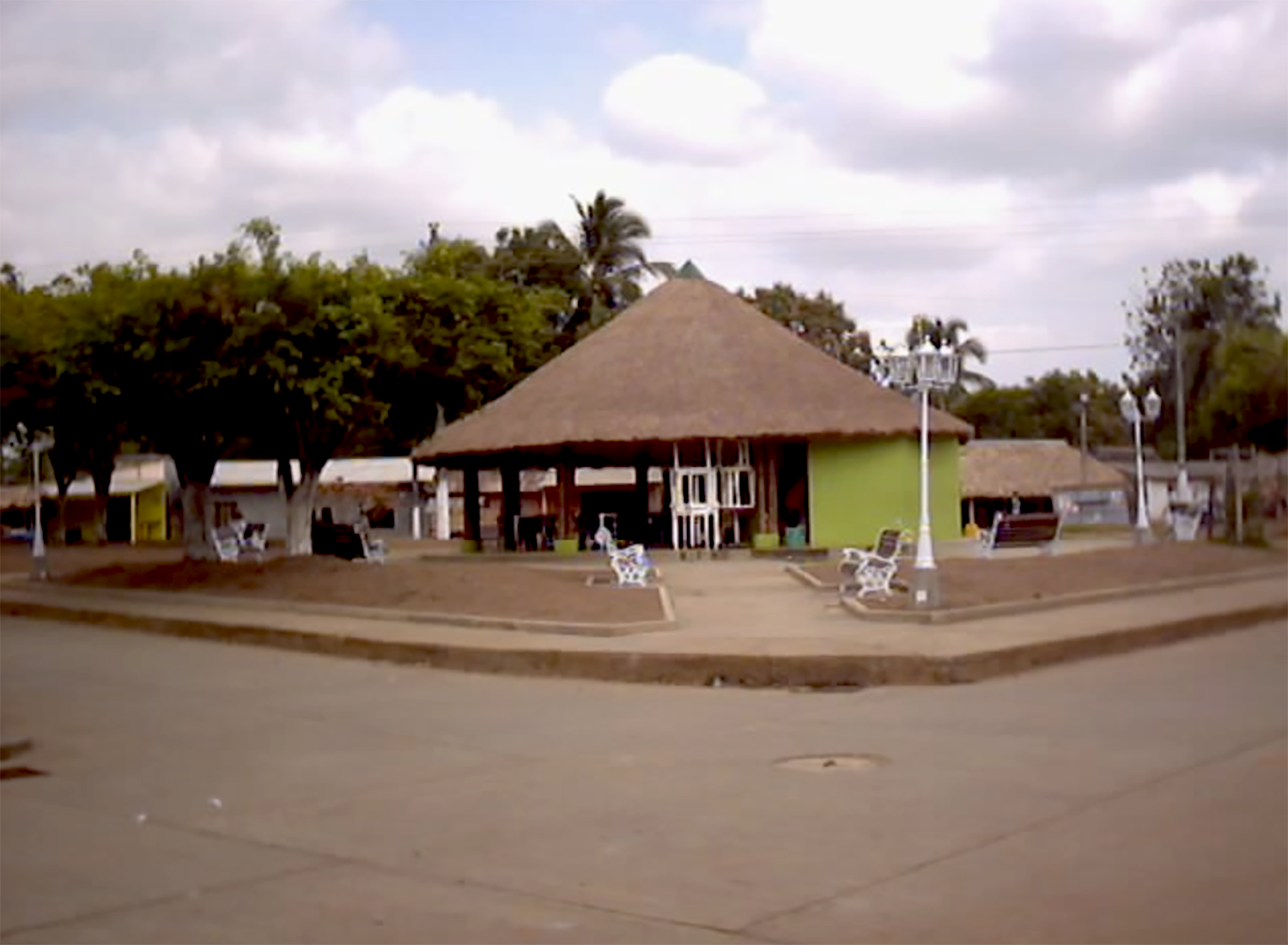
parque central

## Economía
La mayor fuente de economía es la pesca, la minería ilegal y agricultura. Aunque su economía casi siempre ha pertenecido a las actividades antes mencionadas, las diferentes problemáticas en la región y la súbita creciente y decreciente del río cauca, esto gracias al proyecto de Hidroituango, mismo que les rodea, ha provocado en los últimos tiempos gran pérdida al sector de la agricultura y a los pescadores nativos que le habitan; motivos por el cual la mayoría de sus habitantes ha migrado hacia la fuente económica de la minería ilegal.

## Costumbres
Algunas de las costumbres que se llevan a cabo son las fiestas patronales de San Roque, también se celebra la semana mayor, en esta se hacen diferentes juegos e integraciones entre los ribereños, cuyos principales motivadores son los mismos habitantes ya que tienen por principal religión el catolicismo, sin dejar de mencionar, a su vez, que hay una gran cantidad de creyentes cristianos luteranos y así mismo testigos de Jehová. 
Dentro de los hechos culturales también se puede apreciar, los bingos bailables y concursos a la mejor comida y mejor dulce de la región. Dentro de las costumbres más comunes también se hallan: el  trompo y la bolita de cristal.

## Mitos y leyendas
El pueblo es caracterizado por sus diferentes mitos y leyendas entre los cuales se mencionan: la llorona, el mohán, el caballo o jinete sin cabeza, la madre monte, y muchos otros que enriquecen el ambiente cultural del pueblo.
Desde sus orígenes el pueblo de Guarumo se le pudo conocer como el Guarumo de abajo el Guarumo de arriba, esto debido a que en sus primeros años de existencia como pueblo, se podía apreciar un gran caserío cerca del que hoy es el río Cauca.

## Educación
La principal institución es también conocida como la Institución Educativa Guarumo, que se encuentra en el corazón del pueblo. Esta se vino a convertir en la principal debido a que el río cauca con el tiempo, arrasó el colegio que se encontraba en la parte del Guarumo abajo. Dicha institución ha sido pilar del folclor, la danza, el vallenato y demás géneros musicales, ha sido garante de prácticas pedagógicas en la sociedad y ha fomentado una educación de calidad que se ha visto reflejada en gran manera en las familias que integran la sociedad, es una institución que fomenta el cuidado del medio ambiente y que resalta en el ámbito deportivo.